# Присад (Бургаська область)
При́сад (болг. Присад) — село в Бургаській області Болгарії. Входить до складу громади Созопол.

## Населення
За даними перепису населення 2011 року у селі проживали 114 осіб, з них 111 осіб (98,2%) — болгари.
Розподіл населення за віком у 2011 році:
Динаміка населення: